# Chorthippus alxaensis
Chorthippus alxaensis är en insektsart som beskrevs av Zheng, Z. 2000. Chorthippus alxaensis ingår i släktet Chorthippus och familjen gräshoppor. Inga underarter finns listade i Catalogue of Life.